# إيفي مراد
إيفي مراد (بالتركية: Efe Murad)‏ هو مؤلف تركي، ولد في 3 فبراير 1987 في إسطنبول في تركيا.